# Burni Penutun
Burni Penutun är ett berg i Indonesien.   Det ligger i provinsen Aceh, i den västra delen av landet, 1 600 km nordväst om huvudstaden Jakarta. Toppen på Burni Penutun är 1 990 meter över havet, eller 64 meter över den omgivande terrängen. Bredden vid basen är 0,09 km.
Terrängen runt Burni Penutun är kuperad åt sydväst, men åt nordost är den bergig. Runt Burni Penutun är det mycket glesbefolkat, med 3 invånare per kvadratkilometer. I omgivningarna runt Burni Penutun växer i huvudsak städsegrön lövskog.